# God Save Our Solomon Islands
God Save Our Solomon Islands est l’hymne national des Îles Salomon. Il fut adopté en 1978, après l’indépendance le 7 juillet 1978 vis-à-vis du Royaume-Uni. La musique fut composée par Panapasa Balekana, qui a aussi écrit le texte avec sa femme, Matila Balekana.

## Paroles
| Paroles en anglais | Traduction en français |
| --- | --- |
| God bless our Solomon Islands from shore to shore Blessed all our people and all our lands With your protecting hands Joy, Peace, Progress and Prosperity That men shall brothers be, make nations see our Solomon Islands, our Solomon Islands Our nation Solomon Islands Stands forever more. | Dieu bénisse nos Îles Salomon d’une rive à une autre Bienheureux soit tous notre peuple et de toutes nos terres Avec vos mains protectrices Joie, Paix, Progrès et Prospérité Que les hommes soient frères, faites que les (autres) nations voient Nos Îles Salomon, nos Îles Salomon Notre pays les Îles Salomon Protège-les à jamais. |